# Islaz
Islaz is een Roemeense gemeente in het district Teleorman.
Islaz telt 5857 inwoners.